# Compagnie Française d'Assurance pour le Commerce Extérieur
Coface (Compagnie Française d'Assurance pour le Commerce Extérieur) este un asigurator de credit care operează la nivel global, oferind companiilor soluții pentru a le proteja împotriva riscului de neplată a clienților, atât pe piețele interne, cât și pe piețele de export. Pe lângă asigurarea de credit, Coface oferă servicii de colectare de creanțe, factoring, informații de afaceri și asigurări de garanții.
Grupul a fost evaluat cu rating AA- negativ de catre Fitch Ratings și cu rating A2 stabil de către Moody’s.
Coface este listată pe piața reglementată Euronext Paris, în CAC Small index.
Coface a primit statusul Prime din partea ISS-oekom, o agenție de rating specializată în dezvoltarea sustenabilă. 
Cu 50.000 de clienți, 4.450 de angajați și prezență în 100 de țări, Coface țintește statutul de cel mai agil partener în asigurarea de credit la nivel global.

## Istoric
Coface a fost fondată în 1946 ca o companie franceză specializată în asigurări de credit pentru export.
În anii 1990, Coface s-a dezvoltat la nivel internațional prin creștere internă și externă, achiziționând companii de asigurări de credit și deschizând noi filiale sau sucursale. Achizițiile externe au inclus: La Viscontea în 1992 (companie italiană de asigurare a creditului), London Bridge Finance în 1993 (companie financiară britanică care oferă servicii de asigurare a creditelor), Allgemeine Kredit în 1996 (companie germană care oferă opțiuni de asigurare a creditelor interne și de export), Osterreichische Kreditversicherung în 1997 (asigurator austriac de credit) precum și portofoliul Continental în SUA în 2002. Dezvoltarea internațională a grupului a implicat și crearea rețelei Coface Partner în 1992, care i-a permis să încheie parteneriate cu grupuri de asigurări generale și bănci, în special pe piețele emergente.
În 2002, Natixis a devenit acționarul majoritar al Coface.
În 2014, Coface a fost listată la Bursa de Valori Paris (Euronext Paris, CAC Small). 
În 2016, Coface a transferat activitățile garanțiilor de stat către banca publică Bpifrance. punând astfel capăt activităților lui Coface pentru statul francez.
În 2018, Coface a anunțat achiziția PKZ, lider de piață în asigurarea de credit din Slovenia, și a unei subsidiare a SID Bank16.
Pe 25 februarie 2020, Natixis a anunțat că a semnat un acord de parteneriat cu Arch Capital Group privind vânzarea a 29,5% din capitalul Coface pentru 480 de milioane de euro. În aceeași zi, Coface și-a anunțat noul plan strategic Build to Lead, care vizează ca până în 2023 să consolideze gestionarea riscurilor și să îmbunătățească eficiența comercială și operațională a grupului.
În iulie 2020, Coface a finalizat achiziția GIEK Kredittforsikring AS cu scopul de a-și consolida poziția pe piață în Europa de Nord.
În 2021, grupul este prezent direct sau indirect în 100 de țări.

## Activități
Coface este un asigurator de credit care operează la nivel global, oferind companiilor soluții pentru a le proteja împotriva riscului de neplată a clienților, atât pe piața internă, cât și pe piețele de export. Pe lângă asigurarea de credit, Coface oferă servicii de colectare de creanțe, factoring, informații de afaceri și asigurări de garanții.
Asigurare de credit
O companie trimite o comandă către un nou client pe o piață în curs de dezvoltare. În cazul în care clientul nu plătește în termenul agreat, compania riscă intrarea în insolvență sau chiar declararea falimentului. Asigurarea de credit ajută companiile să evite acest risc.
Asiguratorul de credit evaluează sănătatea financiară a clienților companiilor  pe baza unei analize în timp real a riscurilor de țară, de sector și de credit, și oferă informații care permit realizarea de tranzacții în siguranță. Asiguratorul de credit anunță companiile cu privire la orice modificare a situației financiare a clienților lor. Dacă se identifică un risc, asiguratorul de credit preia datoriile în numele acestora și garantează plata creanțelor comerciale.
Oferind această garanție, asigurarea de credit permite, de asemenea, îmbunătățirea condițiilor de credit și împrumut de la bănci. 
Colectare de creanțe
Colectarea creanțelor comerciale este esențială pentru buna gestionare a riscului comercial. Acest serviciu, oferit de Coface în unele țări, ajută la menținerea relației dintre debitor și creditor, facilitând reluarea parteneriatelor în viitor. 
Informații de afaceri
Pentru a preveni riscul de neplată, se colectează informații relevante despre companii și mediul în care operează. O analiză a acestor informații servește ca bază pentru luarea deciziilor. Coface oferă servicii diverse de informații, de la furnizarea de date brute, la recomandări de credit privind orice companie din lume. Mai multe niveluri de informații sunt colectate și analizate: rapoarte, indicatori sintetici ai riscului unic și global, și diverse instrumente de recomandare pentru asumarea riscurilor.
Companiile pot lua, de asemenea, decizii de afaceri informate pornind de la evaluarea riscului de credit.
Factoring
Factoringul permite companiilor să acorde termene de plată extinse clienților lor. Compania își emite factura ca de obicei. Apoi, Coface îi furnizează practic întreaga sumă a facturii până la primirea plății de la client.
Asigurări de garanțiii
Atunci când depun o ofertă pentru o cerere de ofertă, import/export sau când efectuează anumite tipuri de tranzacții, companiile au nevoie uneori de garanții. Coface oferă patru tipuri de garanții: garanții de piață, garanții profesionale reglementate, garanții de mediu și garanții vamale / accize. 
Studii economice
Departamentul de cercetare economică al Coface analizează riscurile de țară și sector și insolvențele corporative la nivel mondial. Studiile sunt publicate pe site-urile web Coface, alături de previziuni cu privire la riscurile internaționale sau de afaceri. În fiecare an, Coface publică Manualul de risc pe țară și de sector, oferind o perspectivă economică pentru 162 de țări și 13 sectoare globale.
Departamentul Coface de Cercetare Economică are 12 economiști din 6 regiuni și este condus de Julien Marcilly. Acestora li se alătură 230 de analiști de credit specializați pe anumite sectoare de activitate.

## Evaluările de risc de țară
Analiza riscului de țară al Coface permite companiilor să evalueze riscul de eșec al unei afaceri într-o anumită țară și să evalueze calitatea generală a mediului de afaceri din țara în care dorește să exporte bunuri sau servicii.
Coface atribuie un rating fiecăreia dintre cele 162 de țări pe care le monitorizează. Acest rating reflectă riscul mediu de neplată pe termen scurt pentru companiile dintr-o anumită țară. Sunt folosite opt niveluri de evaluare a riscului: 
A1: risc foarte scăzut
A2: risc scăzut
A3: risc relativ acceptabil
A4: risc acceptabil
B: risc semnificativ
C: risc ridicat
D: risc foarte ridicat
E: risc extrem
Coface publică evaluările de risc de țară trimestrial.

## Coface în România
Compania este prezentă și în România, unde este lider de piață în domeniul managementului riscului de credit.
Coface Romania Credit Management SRL este specializată în servicii de rapoarte de credit, monitorizare a piețelor, recuperare debite, urmărire facturi și consultanță de risc.
În anul 2008, segmentul informațiilor de credit asigura 55% din cifra de afaceri a companiei, iar managementul creanțelor asigura restul de 45%.
Număr de angajați în 2009: 114
Rezultate financiare (milioane euro):
| Anul             | 2009 | 2008 | 2007 | 2006 |
| ---------------- | ---- | ---- | ---- | ---- |
| Cifra de afaceri | 7    | 6    | 3    | 1,5  |
| Venitul net      | 0,9  | -    | -    | -    |